# Oeschebüttel
Oeschebüttel (niederdeutsch: Oeschebüddel) ist eine Gemeinde im Kreis Steinburg in Schleswig-Holstein. Zur Gemeinde gehören die Ortsteile Springhoe, Wrack und Hollenbek.

## Geografie und Verkehr
Oeschebüttel liegt im Naturpark Aukrug 5 km nordöstlich von Hohenlockstedt und 5 km nördlich von Kellinghusen in ländlicher Umgebung. Die Mühlenbarbeker Au fließt durch die Gemeinde. Ein Teil des Mühlenteichs gehört zur Fläche der Gemeinde.
Oeschebüttel liegt etwa sechs Kilometer nördlich der Bundesstraße 206. Die nächsten Bahnhöfe sind in Brokstedt und Wrist an der Altona-Kieler Eisenbahn, jeweils etwa acht bis zehn Kilometer entfernt.

## Geschichte
Siedlungshistorisch gehört Oeschebüttel zu den Büttel-Ortschaften. Oesche- bedeutet keinen Personennamen, sondern kommt von Esche, heißt also Eschenbüttel.

## Politik

### Gemeindevertretung
Bei der Kommunalwahl am 14. Mai 2023 wurden insgesamt sieben Sitze vergeben. Diese fielen erneut alle an die Kommunale Wählervereinigung Oeschebüttel. Die Wahlbeteiligung betrug 74,8 %.

### Wappen
Blasonierung: „Auf grünem Hügel, dieser belegt mit einer silbernen, aus einer Deckplatte und drei Tragsteinen gebildeten Grabkammer, drei grüne Eichenbäume mit goldenen Früchten.“
Um das Dorf Oeschebüttel mit seinen drei Ortsteilen Springhoe, Wrack und Hollenbek wurden insgesamt 35 Hügelgräber und zwei Urnenfriedhöfe aufgefunden, die der jüngeren Steinzeit und der Bronzezeit zugeordnet werden. Für diese frühgeschichtliche Besiedlung des Gemeindegebietes steht das Hügelgrab im Wappen, dessen vier Steine gleichzeitig das Dorf Oeschebüttel mit seinen drei Ortsteilen symbolisieren sollen. Die Eichen weisen auf die waldreiche Gegend hin, in die Oeschebüttel eingebettet liegt.

## Bilder

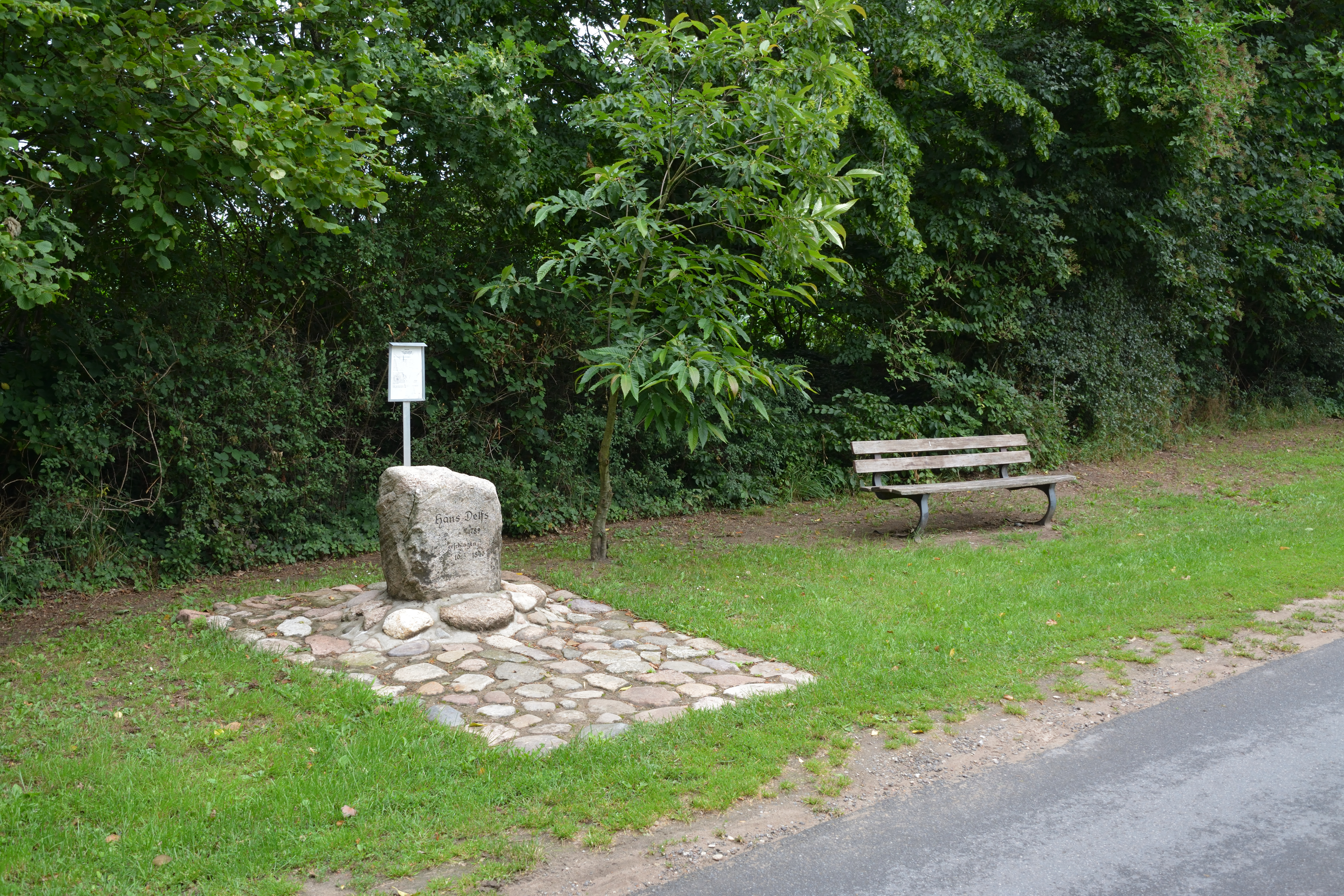
Ein Mahnmal für einen Mord aus dem Jahre 1840.